# 郭繼青
郭繼青為中國清朝武官官員，本籍浙江。行伍出身的郭繼青於1816年（嘉慶21年）奉旨接替陳夢熊，於台灣地區擔任澎湖水師協副將。而隸屬台灣鎮之下的此官職職等為正二品，是台灣清治時期的這階段，扼守台灣海峽的重要武將，並統帥兩標水營，數千名水師兵勇。翌年，升任金門總兵。
| 前任： 陳夢熊 | 澎湖水師協副將 1816年上任 | 繼任： 蕭得華 |